# 安徽新华学院

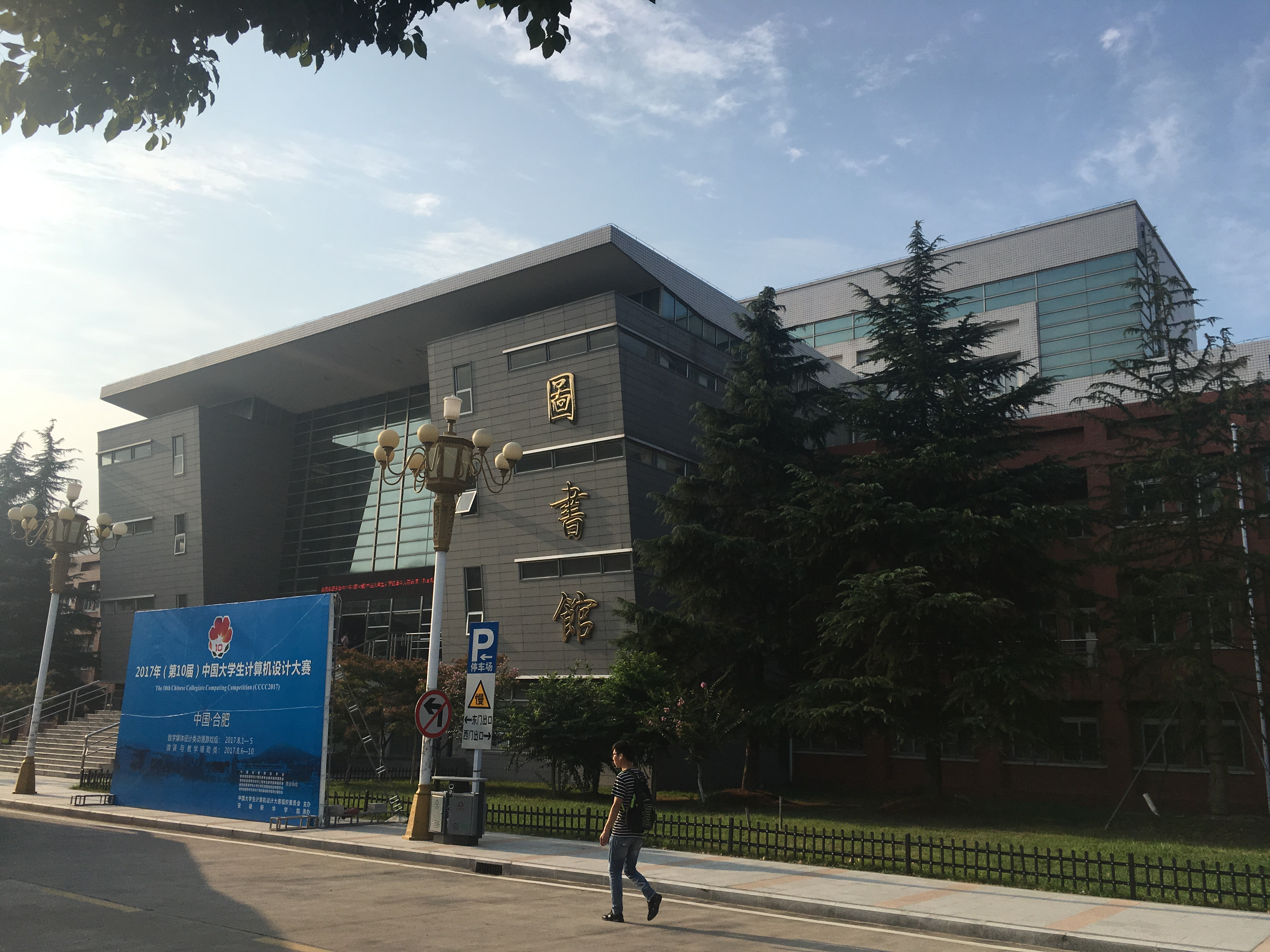
安徽新华学院图书馆

安徽新华学院坐落于中国安徽省合肥市大蜀山南麓，是一所安徽省属本科院校。

## 校史
2000年，安徽新华集团投资创办安徽新华职业学院，2005年5月，升格为本科院校，并更名为安徽新华学院。2008年12月，通过学士学位授予权评审，成为安徽省首家获得学士学位授予权的民办本科高校。

## 现状
学校占地面积1500亩，建筑面积60余万平方米。现有教职工1300余人，其中，教授98人，副教授163人，享受政府特殊津贴、省级教学名师、省级教坛新秀等各类优秀人才50余人。
学校现有12个省级特色专业和12个综合改革试点专业，13门省级精品课程，8个省级示范实验实训中心和实践教学基地，1个国家级大学生校外实践教学基地，6个省级“卓越工程师教育培养计划”和人才培养模式创新实验区。
学校近年共承担厅级及以上科研项目84项。获得省级教学成果奖22项。《安徽新华学院学报》先后被评为“安徽省高等学校优秀学报”和“全国民办高校优秀期刊（一等奖）”。
近年来，学校不断创新就业工作模式，毕业生就业形势一直保持良好态势，历届毕业生就业率均达到95%以上。2011年、2012年，学校连续获评“安徽省普通高校毕业生就业工作标兵单位”。

## 院系
学校开设以工科教育为主，涵盖经、管、文、理、医、艺等学科的70个本、专科专业，现有：
- 电子通信工程学院
- 土木与环境工程学院
- 信息工程学院
- 商学院
- 动漫学院
- 外国语学院
- 药学院
- 文化与新闻传播学院
- 国际教育学院
- 财会与金融学院学院
- 科技学院

## 荣誉
学校先后被评为“全国民办非企业单位自律与诚信建设先进单位”、“中国民办高等教育优秀院校”、“全国就业工作典型经验高校”、“安徽省高等学校思想政治教育工作评估优秀单位”、“安徽省大学生思想政治教育工作先进集体”、“安徽省园林式单位”、“全国十佳民办高校”、“安徽省高校学生公寓管理服务工作先进集体”、“安徽省高校餐饮工作先进集体”、“安徽省高校档案工作年检优秀单位”、”安徽省创新创业示范校”等。
近年来，学校历届毕业生就业率均达到95%以上。学校先后5次荣获“安徽省普通高校毕业生就业工作先进集体”称号。2009年被安徽省政府授予“2008-—2009年安徽省就业工作先进集体”荣誉称号。2009年获评教育部“全国毕业生就业工作典型经验高校”。2011年，学校获评“安徽省普通高校毕业生就业工作标兵单位”。

## 对外交流
学校先后与英国赫特福德大学、英国桑德兰大学、马来西亚林国荣创意科技大学、美国南新罕布什尔大学、美国北德克萨斯大学、澳大利亚巴拉瑞特大学、加拿大奥克拿根大学等建立了良好的校际合作关系。多名毕业生前往澳大利亚、加拿大、英国、美国等地深造学习。